# Communauté de communes de Billom-Saint-Dier
La communauté de communes de Billom-Saint-Dier est une ancienne communauté de communes française, située dans le département du Puy-de-Dôme en région Auvergne.

## Historique
La communauté de communes a fusionné avec la communauté de communes de la Vallée du Jauron pour constituer la communauté de communes de Billom-Saint-Dier - Vallée du Jauron. Cette fusion a été prononcée par l'arrêté préfectoral no 12/02432 du 5 décembre 2012,.

## Territoire communautaire

### Composition
La communauté de communes faisait partie du Grand Clermont.
Elle comprenait 17 communes :
- Billom
- Bongheat
- Chas
- Égliseneuve-près-Billom
- Espirat
- Estandeuil
- Fayet-le-Château
- Glaine-Montaigut
- Isserteaux
- Mauzun
- Montmorin
- Neuville
- Reignat
- Saint-Dier-d'Auvergne
- Saint-Jean-des-Ollières
- Saint-Julien-de-Coppel
- Trézioux